# ソウ・フラ・ミン
ウ・ソウ・フラ・ミン（ビルマ語: ဦးစောလှမင်း U Saw Hla Min）は、ミャンマーの外交官。元在カンボジア大使、元駐日大使、元在フランス大使兼在スペイン大使。2013年より、ミャンマー日本協会（MJA）会長を務めている。

## 経歴
2002年4月12日、次期在カンボジア大使に指名される。
2003年12月14日、次期駐日大使に指名される。年明けの2004年1月15日、皇居で天皇（当時。令和時代の上皇明仁）に信任状を捧呈し、駐日大使として正式に就任。駐日大使在任中の2005年6月9日、次期駐仏大使に指名される。
2005年9月30日、エリゼ宮殿でジャック・シラク大統領に信任状を捧呈し、在フランス大使として正式に就任。なお、駐仏大使として在任中の2007年9月27日、フランス通信社（AFP通信）により木村仁外務副大臣が “Saw Hla Min” 駐日大使を召致して抗議した旨が報道されたが、当時の駐日大使はソウ・フラ・ミンではなくフラ・ミンであり、名前を取り違えたAFPによる誤植あるいは誤報である。
2008年12月16日、非常駐の在スペイン大使として訪問したマドリード王宮で国王フアン・カルロス1世に信任状を捧呈した。
退官後の2013年9月、テイン・セイン大統領の主導により設立されたミャンマー日本協会（ビルマ語: မြန်မာ-ဂျပန်အသင်、英語: Myanmar–Japan Association、略称: MJA）の初代会長に就任。同年10月にはMJA会長として訪日し、三ツ矢憲生外務副大臣などを表敬訪問している。